# Worniszki
Worniszki (biał. Ворнішкі, Worniszki; ros. Ворнишки, Worniszki) – wieś na Białorusi, w obwodzie grodzieńskim, w rejonie lidzkim, w sielsowiecie Krupa.
Współcześnie w skład miejscowości wchodzi także dawna okolica Smolaki (biał. Смалякі, Smalaki; ros. Смоляки, Smolaki).

## Warunki naturalne
Worniszki z trzech stron, z wyjątkiem północy, otoczone są przez mokradła, chronione przez Rezerwat Hydrologiczny Berezyna

## Historia
Do 1945 Worniszki i Smolaki były okolicami szlacheckimi. W XIX i w początkach XX w. położone były w Rosji, w guberni wileńskiej, w powiecie lidzkim.
W dwudziestoleciu międzywojennym leżały w Polsce, w województwie nowogródzkim, w powiecie lidzkim, w gminie Żyrmuny. W 1921 Worniszki liczyły 45 mieszkańców, zamieszkałych w 9 budynkach. Smolaki zaś liczyły 16 mieszkańców, zamieszkałych w 3 budynkach. Mieszkańcami obu miejscowości byli wyłącznie Polacy wyznania rzymskokatolickiego.
Po II wojnie światowej w granicach Związku Sowieckiego. Od 1991 w niepodległej Białorusi.